# Noordkaap (scheepsbaken)
De Noordkaap of Kleine kaap was een stalen kaap op het Nederlandse Waddeneiland Terschelling. De kaap diende samen met de grote zeshoekige gietijzeren kaap als dagmerk voor de scheepvaart.
De stalen kaap stond op het oostelijke punt van Terschelling en werd in 1978 afgebroken. In dat zelfde jaar werd er door een particulier een nieuwe kaap betaald en geplaatst. Helaas is de grote zeshoekige kaap niet meer herbouwd.